# Dasyomma trianguliferous
Dasyomma trianguliferous är en tvåvingeart som beskrevs av Coscaron 1995. Dasyomma trianguliferous ingår i släktet Dasyomma och familjen bäckflugor. Inga underarter finns listade i Catalogue of Life.